# Jiří Koubský
Jiří Koubský (* 5. srpen 1982, Kyjov, Československo) je český fotbalový obránce, momentálně působí ve švýcarském klubu FC Wil 1900, kde hostuje z FC Aarau.

## Klubová kariéra
Fotbalově začínal v rodném Kyjově a po krátké štaci v Uherském Hradišti odešel do Zlína. Tam působil celkem 4 roky s malou výjimkou krátkého hostování na Spartě. V létě 2005 odešel na své první zahraniční angažmá, do švýcarského FC St. Gallen. V tomto klubu hrál 5 let, dokud se v roce 2010 navrátil do vlasti, konkrétně do týmu SK Slavia Praha. V podzimní části sezony 2010/11 nastupoval pravidelně na stoperovi. Po Vánocích ho však již trenér Petrouš nestavěl a po sezoně mu bylo svoleno hledat si jiné angažmá. Nakonec zakotvil na Slovensku, konkrétně v Trnavě, kde v zimě roku 2012 skončil a odešel do švýcarského FC Aarau. V červenci 2013 odešel na roční hostování do týmu FC Wil 1900. Od roku 2014 hraje ze tým FC Köniz ve třetí švýcarské lize.

## Reprezentační kariéra
Jiří Koubský působil v mládežnických reprezentačních výběrech České republiky v kategoriích od 16 let.

### Reprezentační zápasy a góly
Zápasy Jiřího Koubského v české reprezentaci do 21 let 
| Rok    | Zápasy | Góly |
| ------ | ------ | ---- |
| 2002   | 4      | 1    |
| 2003   | 12     | 3    |
| Celkem | 16     | 4    |

Góly Jiřího Koubského v české reprezentaci do 21 let 
| Gól | Datum        | Stadion                                   | Soupeř    | Skóre (min.) | Výsledek | Soutěž                      |
| --- | ------------ | ----------------------------------------- | --------- | ------------ | -------- | --------------------------- |
| 010 | 16. 10. 2002 | Stadion u Nisy, Liberec, Česko            | Bělorusko | 01:00 (5.)   | 3:0      | kvalifikace na ME „21“ 2004 |
| 02  | 11. 6. 2003  | Sportovní areál Drnovice, Drnovice, Česko | Moldavsko | 02:0 0(17.)  | 3:0      | kvalifikace na ME „21“ 2004 |
| 03  | 15. 11. 2003 | St. Jakob, Basilej                        | Švýcarsko | 01:20 (41.)  | 1:2      | baráž na ME „21“ 2004       |
| 04  | 19. 11. 2003 | Ostrava, Česko                            | Švýcarsko | 01:0 0(68.)  | 1:2      | baráž na ME „21“ 2004       |